# 유프카빵
유프카빵(yufka+pão, 튀르키예어: yufka ekmeği 유프카 에크메이[*])은 튀르키예의 납작빵이다. 효모를 넣어 부풀리지 않은 무효병의 하나이며, 사지에서 굽기 때문에 사지빵(튀르키예어: sac ekmeği 사지 에크메이[*])이라 불리기도 한다. 뒤륌으로 먹는 경우가 많다.

## 이름
- 아제르바이잔: 쾨브레크 최레이(아제르바이잔어: kövrək çörəyi)
- 이란: 나네 코르디(페르시아어: نان کردی), 나네 티리(페르시아어: نان تیری), 나네 사지(페르시아어: نان ساجی)
- 쿠르디스탄: 나네 티르(쿠르드어: nanê tîr, 나네 티리(쿠르드어: nanê tîrî, 나네 셀레(쿠르드어: nanê sêlê)
- 터키: 유프카 에크메이(튀르키예어: yufka ekmeği), 사지 에크메이(튀르키예어: sac ekmeği)

튀르키예어 "유프카 에크메이(yufka ekmeği)"는 "얇다, 여리다, 박약하다"를 뜻하는 "유프카(yufka)"와 "빵"을 뜻하는 "에크메크(ekmek)"에 속격 접미사 "-이(-i)"가 붙은 형태인 "에크메이(ekmeği)"를 합친 말이다. "얇은 빵"을 뜻한다.

## 만들기
밀가루에 물과 소금을 넣어 반죽한 다음, 밀대로 얇게 밀어 사지에 굽는다. 구운 유프카빵은 단단하고 오래 보관하기 좋은데, 먹기 전에 따뜻한 물을 뿌리고 기다리면 부드러워진다.

## 사진

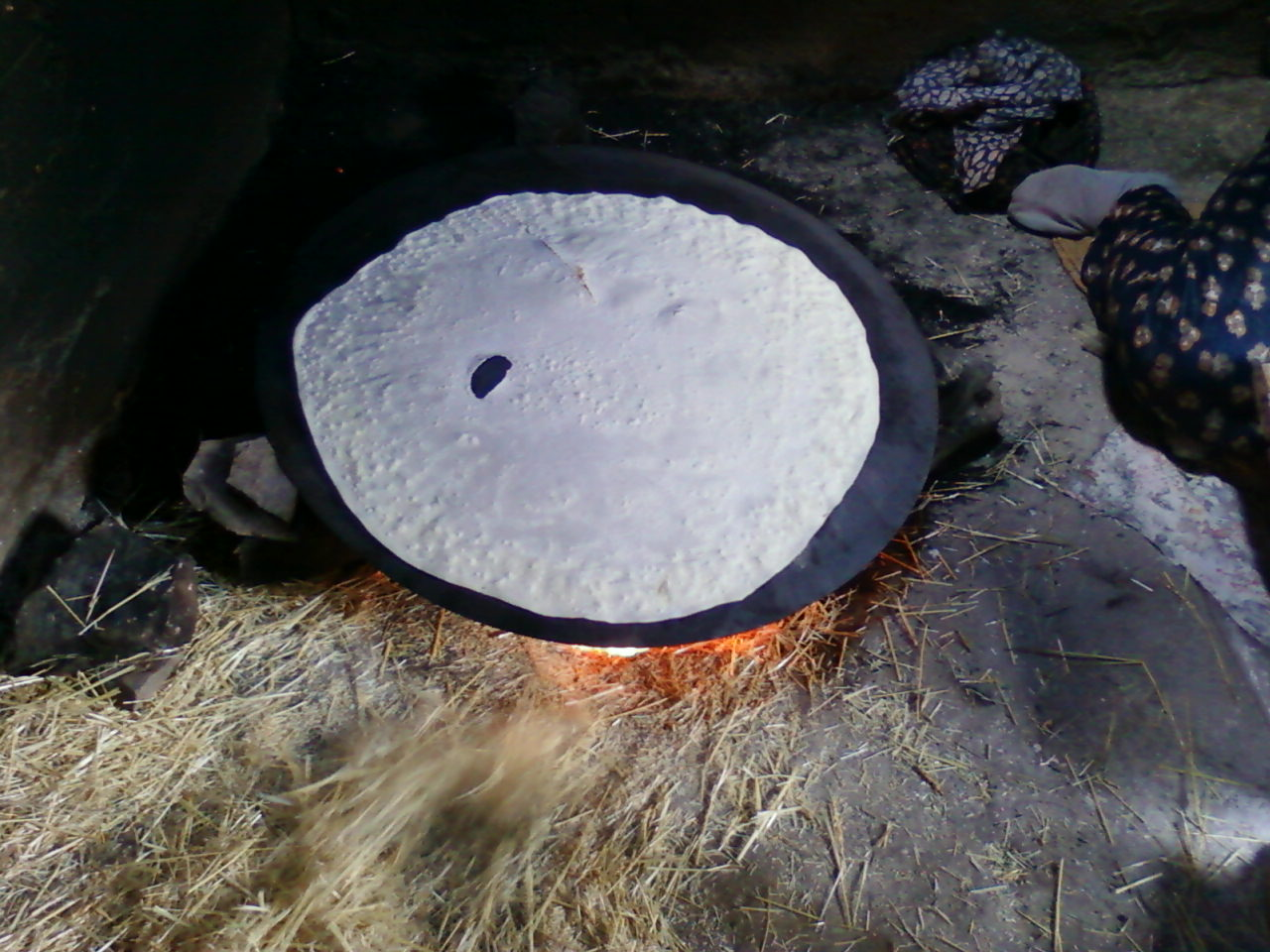
사지에 유프카빵을 굽는 모습

## 같이 보기
- 라바시
- 마르꾸끄
- 슈라크